# Inschakelingsuitkering
Een inschakelingsuitkering is een Belgische werkloosheidsuitkering, op basis van de studies die men doorlopen heeft. Ze volgt op een wachttijd (beroepsinschakelingstijd genaamd). Tot 1 januari 2012 heette deze uitkering wachtuitkering.
Er zijn vier voorwaarden aan verbonden:
- De studies of leertijd moeten beëindigd zijn
- De aanvrager moet jonger dan 25 jaar zijn
- De aanvrager moet een beroepsinschakelingstijd van 310 dagen doorlopen hebben
- De aanvrager moet ingeschreven zijn als "werkzoekende in wachttijd" bij de Vlaamse Dienst voor Arbeidsbemiddeling en Beroepsopleiding (VDAB), de Waalse Forem of het Arbeitsamt der Deutschsprachigen Gemeinschaft